# Perry Fred Philipp
Perry Fred Philipp (geboren als Fritz Philipp 10. August 1913 in Köln; gestorben 13. Dezember 1998 in Honolulu) war ein deutschamerikanischer Agrarökonom und Hochschullehrer.

## Leben
Fritz Philipp war ein Sohn des Lederkaufmanns Max Philipp (1878–1928) und der Erna Kaufmann (1886–1943). Er hatte einen Bruder. Seine Mutter beging 1943 Suizid angesichts der bevorstehenden Deportation in ein Vernichtungslager.
Philipp studierte 1931 ein Semester Volkswirtschaftslehre an der Universität Frankfurt am Main und jobbte im Frankfurter Kaufhaus Tietz. Er floh nach der Machtübergabe an die Nationalsozialisten 1933 in die Schweiz, wo er sich als Landarbeiter durchschlug und kam Ende des Jahres mit Unterstützung der Hitachdut Olej Germania nach Palästina, wo er die nächsten Jahre in verschiedenen Moshavs arbeitete. 1938 ging er im Auftrag der Hebrew Immigrant Aid Society (H.I.A.S.) in die USA, um dort die Möglichkeiten des Obstanbaus zu studieren. Er arbeitete als Erntehelfer und begann ein Studium. Er machte 1940 einen BSc in Gartenbau an der University of California, Davis. 1941 heiratete er die ebenfalls aus Köln geflohene Laborantin Elizabeth Maria Wallach (1915–), sie hatten zwei Kinder. 1951 wurde er in Agrarökonomie an der University of California, Berkeley promoviert.
1945 wurde er Assistenzprofessor an der Universität Hawaii und in der Folge 1952 Associate Professor und 1959 Full Professor. 1979 wurde er emeritiert. Philipp hielt sich 1969 im Auftrag der FAO als agrarökonomischer Berater in Thailand auf und 1970 mit einer Fulbrightprofessur der Australian National University in Papua-Neuguinea.

## Schriften (Auswahl)
- Diversified Agriculture of Hawai'i: An Economist's View of its History, Present Status, and Future Prospects. Honolulu: University of Hawaii Press, 1953 (2021)
- W. W. Shaner, W. R. Schmehl, P. F. Philipp: Farming Systems Research and Development. Guidelines for Developing Countries. Boulder: Westview Press, 1982